# Jasmin St. Claire

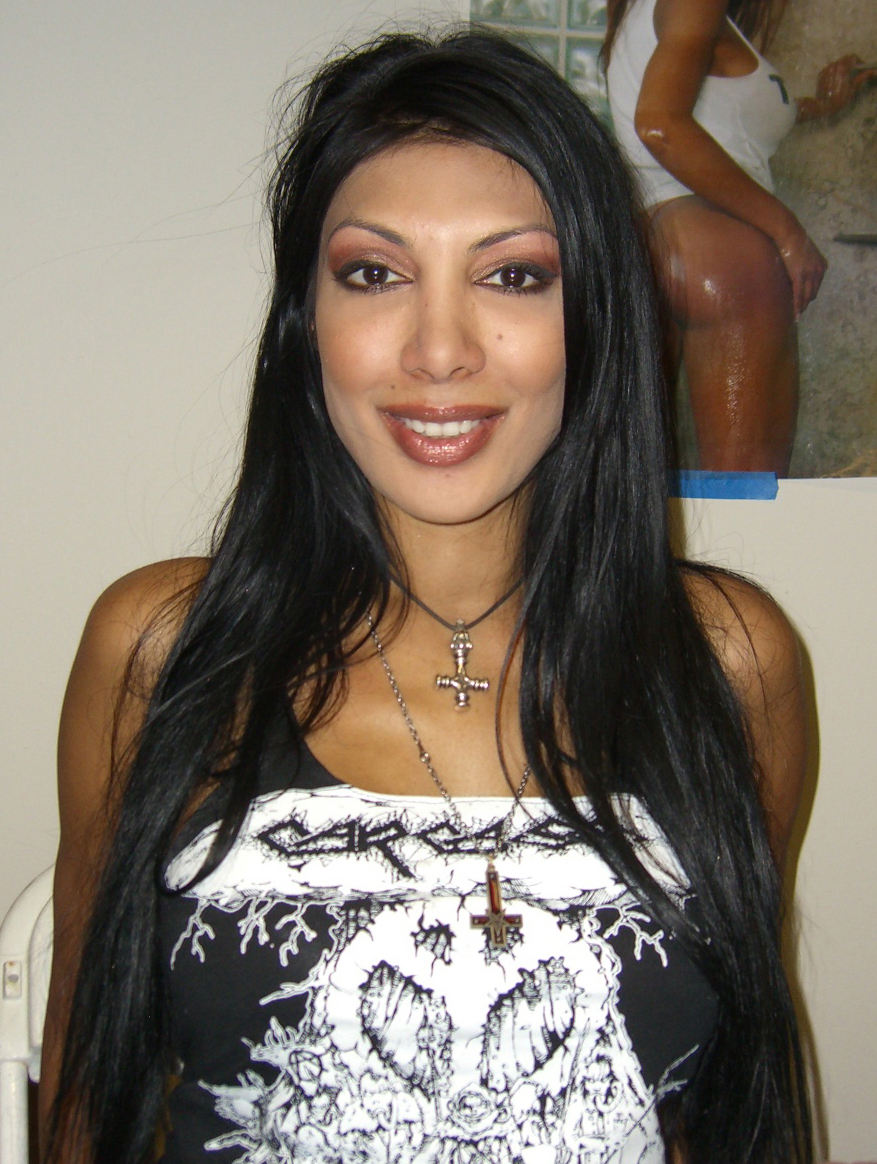
Jasmin St. Claire, 2008

Jasmin St. Claire (* 23. Oktober 1970 auf Saint Croix, Amerikanische Jungferninseln; eigentlich Rhea Alexandria Devlugt) ist eine US-amerikanische Wrestlerin, Fotomodell und Pornodarstellerin.

## Leben
St. Claire wuchs in New York City auf und bekam ihre Erziehung an privaten Institutionen wie Brooklyn Friends, Anglo American und McBurney, bevor sie ans College ging. Sie besuchte die Schiller-University in London und machte ihren Abschluss an der Columbia University im Alter von 20 Jahren. Nach ihrem Abschluss unterrichtete sie Französisch in einem Nachmittagsprogramm für Kinder, deren Eltern im Gefängnis sitzen. Später arbeitete sie für eine Investmentbank und kam dann zum Showbusiness. Sie spricht Französisch, Deutsch, Spanisch, Italienisch und beherrscht die Gebärdensprache.
St. Claire war Fotomodell für die Männermagazine Penthouse, Playboy und High Society und arbeitete dann für kurze Zeit in der Pornoindustrie.  Sie ist bekannt für ihren Gruppensex mit ca. 300 Männern innerhalb von 24 Stunden. Dieser wurde 1996 im Video World’s Biggest Gang Bang 2 (der Fortsetzung von World’s Biggest Gang Bang mit Annabel Chong) festgehalten. 1999 verließ sie das Pornogeschäft.
In der Folge wechselte St. Claire zum Wrestling-Geschäft. Sie trat selbst bei vielen Matches auf und produzierte Wrestling-Shows. Im Jahr 2002 arbeitete sie für die Xtreme Wrestling Federation (XWF) in Florida und hatte ihre eigene Wrestling-Promotion mit dem Namen 3PW. 2003 wurde sie Inhaberin eines Online-Casinos. St. Claire war regelmäßiger Gast bei Howard Stern und in der Jerry Springer Show. Seit 2003 ist zudem eine Action-Figur von ihr erhältlich.
Im Jahr 2003 studierte sie Schauspielerei mit dem Schauspiellehrer Daniel Chernau, um sich für einige Rollen in Hollywoodfilmen vorzubereiten. 2004 spielte sie in der Komödie Communication Breakdown von Richard O’Sullivan.
St. Claire ist mit Brian Heffron verheiratet, einem Wrestler, der unter dem Künstlernamen Blue Meanie und Blue Boy bekannt ist.

## Auftritte als Wrestlerin
- NWA: Total Nonstop Action:
- Juli 2002 – NWA: TNA Wrestling: Jasmine gibt ihr Debüt in NWA-TNA mit einem Striptease
- Juli 2002 – NWA: TNA: Jasmine wird von Francine besiegt

- 3PW – Pro-Pain Pro Wrestling:
- März 2003 – 3PW: Jasmin St. Claire besiegt Missy Hyatt in einem Dessous-Kampf
- Dezember 2003 – 3PW: Jasmin St. Clair gegen George Frankenstein
- März 2004: Jasmin St. Claire unterzieht sich einer Blinddarm-Operation
- Mai 2004 – 3PW: Roadkill mit Jasmin St. Claire besiegen The Blue Meanie
- Juni 2004 – 3PW: The Blue Meanie besiegt Roadkill mit Jasmine St Claire

## Filmografie
- 1994: Bedtime Stories (New York Nights)
- 1994: Bedtime Fantasies
- 1995: Vortex
- 1995: Naked Horror (Kurzfilm)
- 1995: Hellfire
- 1996: Two Too Much
- 1996: Punk Ass
- 1996: Delirium
- 1996: Anal Cravings 2
- 1996: World’s Biggest Gang Bang 2
- 1996–1999: Howard Stern (Fernsehserie, sechs Folgen)
- 1998: This Little Piggy Went to Porno
- 1998: The Pornographer
- 1998: The Best of Jasmin St. Claire
- 1998: I Love You, Suck My Dick
- 1998: Cock Smokers 2
- 1998: Blow It Out Your Ass
- 1998: Acid Sex
- 1998: Extreme Championship Wrestling: Heatwave ’98 (Fernsehserie)
- 1998: Jasmin’s Final Gang Bang
- 1999: Extremely Yours, Jasmine St. Claire
- 1999: Sluts Butts and Housewives
- 1999: L.A. 399
- 1999: House of Whores
- 1999: Extreme Brazil
- 1999: Cumback Pussy 25: Sink the Pink
- 1999: XPW Hardcore Conception!
- 1999: The Howard Stern Radio Show (Fernsehserie, eine Folge)
- 2000: Suitcase Pimps
- 2000: Extreme Brazil 3
- 2000: Cumback Pussy 26
- 2000: Cram Sessions
- 2000: ECW November to Remember 2000 (Fernsehfilm)
- 2000: Week In the Life of Jasmin St. Claire
- 2001: Temptress ( lesbian )
- 2002: NWA: Total Nonstop Action (Fernsehserie, zwei Folgen)
- 2003: Recipe for Disaster
- 2003: Wrestling ViXXXens Wrestlerotica Vol. 1
- 2004: Xtreme Anal Sex 6
- 2004: Coalition
- 2004: Communication Breakdown
- 2005: Swamp Zombies!!!
- 2005: Metal’s Darkside: The Hard & the Furious
- 2006: College Animals 2 (Dorm Daze 2)
- 2013: Justice for All with Judge Cristina Perez (Fernsehserie, eine Folge)
- 2013: Army of the Damned
- 2014: Grand Auto Theft: L.A.

## Auszeichnungen
- 2011: AVN Hall of Fame